# Centro Meridiana
Il Centro Meridiana è un complesso polifunzionale costituito da tre torri indipendenti di forma radiale progettate dall'architetto genovese Renzo Piano sito nella città di Lecco in Lombardia. 
La costruzione degli edifici e dell'area adiacente che ospita il grande parco urbano costituisce il principale intervento di riqualificazione di una zona strategica del tessuto urbano a ridosso del centro storico un tempo occupata dalle  Acciaierie del Caleotto, un'importante industria del territorio.

## Caratteristiche progettuali
Il complesso sorge su un'area di 53.000 m² con un parco urbano piantumato a verde di 32.000 m², una grande piastra rettangolare che si sviluppa su tre livelli per ospitare una galleria commerciale oltre ad un ipermercato per una superficie di 36.000 m². Ai piani interrati un grande parcheggio che ospita oltre 2.000 posti auto. I tre principali edifici di dieci piani ad uso direzionale e residenziale si elevano attorno ad una piazza rotonda, fulcro delle attività del centro. Le facciate strutturali sono a tutto vetro colorato in pasta verde con aperture a sporgere e ad anta e coprono un'area di oltre 8000 m².
Di notevole interesse sono le cinque suggestive sculture mobili realizzate in alluminio situate sulla sommità delle torri dal titolo Dialogo con le nuvole, opera dello scultore giapponese Susumu Shingu, che lo sovrastano. Esse infatti hanno la funzione di indicare la direzione del vento muovendosi indipendentemente.